# Krøyers Laternenfisch
Krøyers Laternenfisch (Notoscopelus kroyeri) ist ein kleiner, ozeanisch lebender Tiefseefisch, der im nördlichen Atlantik zwischen dem nördlichen Polarkreis und 37° nördlicher Breite vorkommt. 

## Merkmale
Die Fische werden etwa 14 Zentimeter lang. Ihre Körperfarbe ist dunkelbraun, einige Schuppenreihen sind hell. Die Basis der Rückenflosse ist länger als die Afterflossenbasis. Wie alle Laternenfische besitzt Krøyers Laternenfisch Leuchtorgane in Reihen entlang der unteren Körperhälfte und auf dem Kopf. Die Schwanzflosse ist gegabelt, hinter der Rückenflosse befindet sich eine kleine Fettflosse. Die Brustflossen sind klein.

## Lebensweise
Krøyers Laternenfisch lebt tagsüber in Tiefen von etwa 300 bis 1000 Metern (meist zwischen 800 und 900 Meter), steigt in der Nacht zur Nahrungssuche aber auf Tiefen oberhalb von 125 Metern, teilweise sogar bis zur Meeresoberfläche auf (Vertikalwanderung). Er ernährt sich vor allem von kleinen Krebstieren. Im Alter von 4 Jahren werden die Fische geschlechtsreif.